# Max van Egmond
Max van Egmond (Semarang, 1 de febrero de 1936) es un bajo y barítono neerlandés. Se ha centrado en el oratorio y el Lied. Es conocido por interpretar obras de Johann Sebastian Bach. Fue uno de los pioneros de la interpretación historicista cuyo objetivo es hacer versiones históricamente informadas de las piezas de la música barroca y renacentista.

## Trayectoria
Max van Egmond estudió canto en Hilversum con Tine van Willingen de Lorme. A la edad de dieciocho entró a formar parte de De Nederlandse Bachvereniging (Sociedad Bach Holandesa).
En 1965 se embarcó en las grabaciones completas de Bach por Gustav Leonhardt, Nikolaus Harnoncourt y Frans Brüggen. Grabó la Pasión según San Mateo primero bajo la batuta de Claudio Abbado en 1969 y con Nikolaus Harnoncourt en 1970, cantando las arias de bajo. En 1973 fue la Vox Christi en la primera interpretación historicista en Holanda la Pasión según San Mateo de Bach. Johan van der Meer dirigió al Groningse Bachvereniging, el Evangelista fue Marius van Altena, los otros solistas eran tres chicos del Tölzer Knabenchor, René Jacobs, Harry Geraerts, Michiel ten Houte de Lange, Frits van Erven Dorens y Harry van der Kamp. Ton Koopman y Bob van Asperen interpretaron los órganos. En 1977 interpretó la parte con Charles de Wolff y De Nederlandse Bachvereniging, en 1989 con Gustav Leonhardt. En la Pasión según San Juan grabó las palabras de Jesús en 1965 con Harnoncourt y el Concentus Musicus Wien, en 1979 con van der Meer, en 1986 con de Wolff y en 1987 las arias con Sigiswald Kuijken y La Petite Bande.
Participó en grabaciones de las óperas de Monteverdi con Harnoncourt, L'Orfeo en 1968, y la primera grabación completa de Il ritorno d'Ulisse in patria en 1971. Asimismo interpretó óperas más recientes, como los estrenos mundiales en De Nederlandse Opera de Het Zwarte Blondje de Jurriaan Andriessen en 1962 y de Three's Company de Antony Hopkins en 1963.
En 1969 fue el solista en Hebbel Requiem  de Reger en conciertos grabados en vivo en la Berliner Philharmonie junto a Junge Kantorei, la Symphonisches Orchester Berlin y al director Joachim Carlos Martini. En 1976 interpretó con el mismo coro El Mesías de Handel en la Abadía Eberbach. En 1998 cantó las palabras de Jesús en la Pasión según San Mateo de Bach en St. Martin, Idstein junto con Elisabeth Scholl, Andreas Scholl y Max Ciolek como el Evangelista.
Max van Egmond ha interpretado y grabado Lieder románticos de Schubert, Schumann y Fauré, entre otros, acompañado por instrumentos de la época. En Songs by Gabriel Fauré el acompañamiento corrió a cargo de Jos van Immerseel en un piano construido por Erard en 1897. En Winterreise de Schubert fue acompañado por Penelope Crawford en un fortepiano de Conrad Graf, construido en 1835.
Fue profesor en el Sweelinck Conservatory Ámsterdam de 1980 a 1995 y dirigió clases magistrales, anualmente en Mateus, Portugal, y en el Instituto de Interpretación Barroca en Oberlin, Ohio desde 1978. Uno de sus alumnos ha sido Harry van der Kamp.

## Discografía selecta
- 1969 – J.S. Bach: St Matthew passion. Peter Schreier, Hermann Prey, Teresa Żylis-Gara, Margarita Lilova, Coro di Voci Bianche dell'Oratorio dell'Immacolata di Bergamo, Orchestra Sinfonica e Coro di Milano della RAI, Claudio Abbado. (Dino Classics)
- 1970 – J.S. Bach: Matthäus-Passion. Kurt Equiluz, Karl Ridderbusch, solistas soprano del Wiener Sängerknaben, James Bowman, Tom Sutcliff, Paul Esswood, Nigel Rogers, Michael Schopper, Regensburger Domspatzen, Choir of King's College, Cambridge, Concentus Musicus Wien, Nikolaus Harnoncourt. (Teldec)
- 1988 – Motetti ed arie a basso solo. Monteverdi: Laudate Dominum. Carissimi: O vulnera doloris. Frescobaldi: Maddalena alla croce. Francesca Caccini: O che nuovo stupor. Bassani: Nascere, dive puellule. Cazzati: Factum est praelium magnum. Giovanni Battista Brevi: Catenae terrenae. Maurizio Cazzati: In Calvaria ruppe. Benedetto Marcello: Dal tribunal augusto. Ricercar Consort. (Ricercar)
- 1977 – J.S. Bach: cantatas for bass solo Kreuzstab & Ich Habe Genug. Frans Bruggen. (Sony)(Crítica por Ehud Shiloni 1998)[14]
- Carl Philipp Emanuel Bach: Die letzten Leiden des Erlösers. Barbara Schlick, Greta de Reyghere, Catherine Patriasz, Christoph Prégardien, La Petite Bande, Collegium Vocale Gent, Sigiswald Kuijken. (Sony)[15]
- 1995 – Songs by Gabriel Fauré. Jos van Immerseel, piano. (Channel Classics)[12]
- 2001 – Schubert: Schwanengesang / Robert Schumann: Dichterliebe. Kenneth Slowik, fortepiano. (Musica Omnia)[13]
- 2006 – Schubert: Winterreise. Penelope Crawford, fortepiano. (Musica Omnia)[13]
- 2006 – Schubert: Die schöne Müllerin. Penelope Crawford, fortepiano. (Musica Omnia)[13]
- 2006 – J.S. Bach: Missae breves. Peter Watchorn (órgano), Publick Musick, Thomas Folan. (Musica Omnia)[13]